# Eduardo Aguirre Pequeño

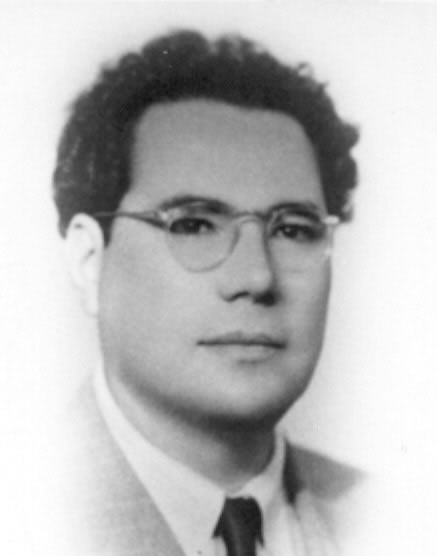
Eduardo Aguirre Pequeño

Eduardo Aguirre Pequeño fue un científico, escritor y humanista mexicano. Nació el 14 de marzo de 1904 en Hualahuises, Nuevo León, México y murió el 18 de julio de 1988 en Monterrey, Nuevo León, México. Fue hijo de Juan Aguirre y Leonides Pequeño.
Desde los ocho años quedó huérfano de padre, debiendo combinar el estudio con el trabajo para contribuir a la economía familiar. Después del cuarto grado de educación básica se mudó a Ciudad Victoria, Tamaulipas, para continuar con sus estudios, concluyendo la instrucción básica en 1919. En 1920 inicia sus estudios intermedios en el Colegio Civil de Monterrey. De 1926 a 1932 realizó estudios de medicina en la Escuela de Medicina de Monterrey, que había sido fundada por José Eleuterio González, Gonzalitos. Al mismo tiempo, se empleaba como preparador de cadáveres en el Hospital Civil, adjunto a la escuela de Medicina. Posteriormente, fungió como catedrático de Ciencias Biológicas en el Colegio Civil.
Fundó la Facultad de Ciencias Biológicas en 1969 y la Facultad de Agronomía en 1954, ambas de la Universidad Autónoma de Nuevo León.
Hizo contribuciones a la investigación del Mal del Pinto, siendo uno de los primeros científicos mexicanos (hasta hoy registrado) que se autoinoculó ,  pues en animales de laboratorio no se reproducía la enfermedad. El Mal de Pinto es una enfermedad sistémica parecida a la sífilis, causada por la Treponema carateum, que ataca a los individuos que viven en zonas tropicales.
De estas investigaciones y otras como la amibiasis, la anemia en los mineros, gerontología, geriatría y paludismo escribió libros o artículos en extenso en importantes revistas nacionales y locales. Igualmente escribió una biografía del Dr. Ángel Martínez Villarreal
Actualmente la preparatoria n.º 25 de la Universidad Autónoma de Nuevo León en Escobedo, Nuevo León y la escuela secundaria n.º 53 en Hualahuises, Nuevo León llevan su nombre. 

## Obra
- Introducción al estudio de la ancylostomosis o anemia de los mineros como enfermedad profesional. (1937) Universidad Obrera de México
- Mal del Pinto “Empeines” o  “Jitotes”. Lesiones de principio. Ensayo Crítico. (1942). Sobretiro de la revista Medicina
- Lecciones de gerontología y geriatría (1943). Universidad de Nuevo León.
- Datos para la historia de la Escuela de Medicina de Monterrey (1944). Imprenta Monterrey
- Parasitismo intestinal en la tropa residente en el campo militar de Monterrey (1946) Universidad de Nuevo León
- Técnicas de cultivo en el diagnóstico de la amibiasis. (1946) U.N.L.
- Mal del Pinto. Nuevas investigaciones. Clínica para su estudio. (1946) Universidad de Nuevo León.
- Lecciones de Paludología (1948) Instituto de Investigaciones Científicas. U de N.L.
- Mal del Pinto. Bibliografía. (1948). Sobretiro de la Revista Médica n.º 59.
- Valor actual de las reacciones gravídicas biológicas para el diagnóstico del embarazo (1950). Sobretiro de Archivos Médicos Mexicanos.
- Biografía y pensamiento vivo del Dr. Ángel Martínez Villarreal.(1966) Editorial Alfonso Reyes.